# Helmuth Weidling
Helmuth Otto Ludwig Weidling (Halberstadt, 2 novembre 1891 – Vladimir, 17 novembre 1955) è stato un generale tedesco della Wehrmacht durante la seconda guerra mondiale.

## Biografia
Nel corso della sua carriera, Weidling si distinse in varie occasioni per i suoi meriti sul campo e nel comando, arrivando a essere insignito della Croce di Cavaliere con Fronde di Quercia e Spade il 28 novembre 1944.
Il nome di Weidling, tuttavia, rimane legato indissolubilmente alla battaglia di Berlino, dove assunse il ruolo di Comandante della difesa della città fino alla capitolazione delle forze tedesche il 2 maggio 1945.

### La seconda guerra mondiale
Nel novembre 1938, Weidling fu promosso al grado di Colonnello (Oberst) nelle ricostituite Forze armate tedesche; fu così assegnato al 56º Reggimento di artiglieria, con il quale prese parte all'invasione della Polonia.
Nell'aprile del 1940 fu assegnato al XL. Panzer-korps, con cui partecipò alla campagna di Francia e alle prime fasi dell'Operazione Barbarossa.
Il 1º gennaio 1942 gli fu assegnato il comando della 86. Infanterie-Division, operante sul fronte orientale. I meriti conseguiti sul campo lo portarono in solo un anno ad essere promosso prima al grado di Maggiore Generale (Generalmajor), poi a quello di Tenente Generale (Generalleutnant).

### IL XLI. Panzer-korps
Il 15 ottobre 1943, come premio per l'importante ruolo svolto nella battaglia di Kursk, Weidling assunse il comando del XLI. Panzer-korps. Solo due mesi dopo fu promosso al grado di Generale d'Artiglieria (General der Artillerie).
Rimase al comando di quest'unità quasi ininterrottamente fino al 10 aprile 1945, quando fu rimosso dal comando e assegnato alla Riserva ufficiali (Führerreserve) presso il quartier generale dell'Alto Comando dell'Esercito tedesco a Zossen.

### Il LVI. Panzer-korps
La messa a riposo di Weidling durò però solo due giorni: già il 12 aprile, infatti, fu posto al comando del LVI. Panzer-korps, inquadrato nella IX Armata del Generale Theodor Busse. Weidling fu impegnato, con il resto delle forze del Gruppo d'armate Vistola nella difesa contro l'assalto sovietico alla linea difensiva tedesca lungo l'Oder.
Il LVI. Panzer-korps prese parte alla battaglia delle Alture Seelow: l'unità di Weidling copriva il centro dello schieramento difensivo, protetta sui fianchi dal CI. Armee-korps e dal XI. SS-Panzer-korps. L'avvio della battaglia fu positivo per le truppe tedesche: nonostante l'inferiorità di uomini e di mezzi (specialmente di quelli corazzati), la IX Armata difese le sue posizioni con successo. Quando poi il Gruppo d'armate Centro, che copriva il fianco destro della linea difensiva tedesca lungo le Alture Seelow, venne sfondato dagli assalti del 1º Fronte Ucraino del Maresciallo Ivan Konev, anche le posizioni della IX Armata si fecero indifendibili, portando così alla sconfitta sulle Alture Seelow.
Il generale Gotthard Heinrici, comandante del Gruppo d'armate Vistola fu così costretto a ritirare le poche unità combattenti rimastegli a disposizione, compreso il LVI. Panzer-korps, verso Berlino.

### Comandante della difesa di Berlino
Il 22 aprile 1945 Hitler ordinò che Weidling fosse condotto davanti al plotone di esecuzione. Il Führer, infatti, era convinto che Weidling avesse spostato la linea di difesa del LVI. Panzer-korps verso occidente, in palese violazione dell'ordine che impediva a tutti gli ufficiali qualsiasi ripiegamento.
La convinzione del Führer, però, era sbagliata: il LVI. Panzer-korps si batteva ancora con le sue forze residue alle porte di Berlino, cercando di resistere agli assalti sovietici. Così Weidling si diresse verso il Führerbunker presso la nuova Cancelleria. Lì ebbe modo di spiegare personalmente a Hitler la situazione delle truppe sotto il suo comando: questa discussione impressionò molto il Führer, che il 23 aprile nominò Weidling Comandante della difesa di Berlino.
Weidling accettò questo nuovo incarico con senso del dovere, anche se con profondo disappunto. Al Generale Hans Krebs che gli comunicò la nomina a Comandante della difesa di Berlino, egli rispose: "sarebbe meglio se lei avesse dato ordine di farmi fucilare, perché allora questo calice sarebbe passato ad altri".
Gli ordini impartiti a Weidling erano "semplici": difendere Berlino fino all'ultimo uomo, evitando a qualsiasi costo la resa.

### Le difese tedesche
Le forze a disposizione di Weidling per la difesa di Berlino erano molto scarse: in totale le unità combattenti della Wehrmacht e delle Waffen-SS ammontavano ad appena 45.000 uomini. A dare man forte, comunque, furono reclutati membri della Polizia di Berlino, circa 40.000 volontari della Volkssturm (la milizia popolare nazista) e molti ragazzi della Gioventù hitleriana.
Quando Weidling scoprì che ragazzi così tanto giovani erano impegnati in battaglia, ordinò al Reichsjugendführer Artur Axmann di sciogliere le unità combattenti della Gioventù hitleriana. Tuttavia, nella confusione della battaglia e del momento, l'ordine non fu mai eseguito, condannando molti giovanissimi ragazzi a morire per le strade di Berlino.
Weidling organizzò il dispositivo di difesa in otto settori, identificati dalle lettere dalla "A" alla "H". Ciascuno di questi settori era comandato da un Colonnello o da un Generale, anche se la maggior parte di questi aveva scarsa esperienza di combattimento sul fronte.
Queste erano le unità ancora a disposizione di Weidling:
- 20. Panzergrenadier Division - settore ovest
- 9. Fallschirmjäger Division (Divisione paracadutisti) - settore nord
- Panzer Division "Müncheberg" - settore nord-est
- 11. SS Nordland Panzergrenadier Division - settore sud-est.

La 18. Panzergrenadier Division (dislocata al centro di Berlino) costituiva la sola unità di riserva a disposizione di Weidling, che stabilì il proprio comando operativo al Benderblock, già sede dell'Alto Comando dell'esercito.
A protezione del quartiere governativo rimaneva solo la Kampfgruppe Mohnke, un'unità di non più di 2.000 uomini composta da nove battaglioni (inclusi i resti della divisione Charlemagne; al comando il generale delle SS (SS Brigadeführer) Wilhelm Mohnke.

### La sconfitta
L'impari lotta contro un nemico di gran lunga superiore in termini di uomini e di mezzi portò ben presto Weidling a rendersi conto che la battaglia non era ancora a lungo sostenibile. Le speranze che unità tedesche provenienti da occidente potessero salvare Berlino dall'assedio si affievolivano di ora in ora, mentre anche il tentativo di riprendere il controllo dell'aeroporto della città (fondamentale per ricevere munizioni e rifornimenti) fu schiacciato dal peso delle forze sovietiche.
Nella serata del 26 aprile, quando ormai la situazione si mostrava chiaramente senza speranze, Weidling presentò a Hitler un dettagliato piano per fuggire da Berlino. Il Führer, però, rifiutò categoricamente l'ipotesi di lasciare la città: era sua ferma intenzione, infatti, rimanere nella capitale del Reich a qualsiasi costo.
Il 27 aprile Hitler ordinò di allagare la metropolitana di Berlino, così da rendere più complessa l'avanzata alle truppe sovietiche: questa decisione portò alla morte per annegamento di migliaia di soldati e civili tedeschi che proprio in quei canali sotterranei cercavano rifugio e protezione. Questo brutale ordine, comunque, non sortì alcun effetto sulle possibilità di difesa di Berlino, che proprio il 27 aprile fu definitivamente tagliata fuori dal resto della Germania.
L'avanzata dei sovietici fu inarrestabile; già il 29 aprile gran parte della città era perduta: il quartiere governativo e il comando operativo di Weidling erano ormai a pochi metri dalla linea del fronte.
Ancora una volta, allora, Weidling cercò di convincere il Führer ad organizzare una manovra di sfondamento che conducesse le forze che difendevano Berlino verso occidente, così da ricongiungersi con la XII Armata di Walther Wenck. La risposta di Hitler fu in un primo momento ancora una volta negativa; quando ormai era prossimo a togliersi la vita, però, autorizzò il comandante della difesa di Berlino ad organizzare una fuga generalizzata dei reparti combattenti verso occidente. La situazione, tuttavia, era diventata troppo disperata anche per organizzare una simile manovra.

### Verso la resa
Il 30 aprile Hitler e sua moglie Eva Braun si tolsero la vita. Weidling fu convocato al Führerbunker dove Goebbels, Bormann e il generale Krebs lo informarono della novità, facendogli giurare di non diffondere per il momento la notizia.
Il giorno seguente il generale Krebs fu inviato da Goebbels  presso il posto di comando dell'8ª Armata della Guardia del generale Vasilij Čujkov. L'obiettivo era ottenere una tregua che consentisse al nuovo governo di insediarsi per trattare poi successivamente la resa. Tuttavia i sovietici non avevano alcuna voglia, né interesse a trattare; per loro esisteva una sola via d'uscita: la resa incondizionata delle forze tedesche a Berlino.
La resa era ormai la sola alternativa praticabile date le condizioni della popolazione civile e dei militari impegnati in battaglia; però Goebbels, nel frattempo divenuto Reichskanzler (Cancelliere del Reich) dopo la morte di Hitler, si oppose strenuamente a questa soluzione. Si attese pertanto che anche Goebbels, alle 20:30 del 1º maggio, si togliesse la vita prima di accettare la capitolazione imposta dal comando sovietico.
Sarebbe toccato a Weidling comunicare la resa dei tedeschi a Berlino.

### L'incontro con Čujkov
Alle ore 2:50 del 2 maggio 1945 Weidling, ancora formalmente comandante della difesa di Berlino, si recò presso il ponte di Potsdam per incontrare Čujkov e comunicare l'avvenuta resa delle forze armate tedesche operanti nella città.
Più tardi nello stesso giorno l'ordine di resa incondizionata fu comunicato alle truppe tramite numerosi annunci con gli altoparlanti. Solo poche unità continuarono la resistenza contro i sovietici, mentre altri piccoli gruppi (tra cui alcuni occupanti del Führerbunker) cercarono di scappare dalla città attraverso le linee sovietiche.
Questo il comunicato trasmesso alle truppe tedesche:
(Comunicato trasmesso alle truppe tedesche il 2 maggio 1945)
Dopo la resa, Weidling fu preso in custodia dai vincitori, nell'attesa di essere sottoposto a processo.

### La morte
Il 27 febbraio 1952 Weidling fu condannato da un tribunale sovietico a 25 anni di reclusione. Non tornerà più in Germania, poiché solo poco più di tre anni dopo, il 17 novembre 1955, il generale tedesco morì in prigionia a Vladimir, a causa di problemi cardiocircolatori.

## Il ritratto di Helmuth Weidling nel cinema
Helmuth Weidling è stato interpretato dai seguenti attori in produzioni cinematografiche:
- Michael Goodliffe nel film angloitaliano del 1973 Gli ultimi 10 giorni di Hitler.
- Michael Mendl nel film tedesco del 2004 La caduta - Gli ultimi giorni di Hitler.